# 손호영 (야구 선수)
손호영(孫晧瑩, 1994년 8월 23일 ~ )은 KBO 리그 롯데 자이언츠의 내야수이다.

## 미국 프로야구 시절
2014년에 시카고 컵스에 입단하였다.

## 한국 독립야구 시절

### 연천 미라클시절
2019년에 입단하였다.

## 한국 프로야구 시절

### LG 트윈스시절
2020년에 입단하였다. 2020년 5월 7일 두산전에 출전하며 데뷔 첫 경기를 치렀고, 경기 후반에 교체돼 타석에는 들어서지 못했다.
2023년 한국시리즈 엔트리에 들어 우승반지를 끼었다.

### 롯데 자이언츠시절
2024년 3월 30일 우강훈과 1:1로 트레이드되어 이적하였다.
30경기 연속 안타 기록을 세웠으며, 역대 공동 3위, 단일시즌 기준으로는 공동 2위의 기록이며, 롯데 선수로는 박정태에 이어 2위 기록이다.

## 출신 학교
- 의왕부곡초등학교
- 평촌중학교
- 충훈고등학교

## 통산 기록
| 연도 | 팀명  | 타율  | 경기 | 타수 | 득점 | 안타 | 2루타 | 3루타 | 홈런 | 루타 | 타점 | 도루 | 도실 | 볼넷 | 사구 | 삼진 | 병살 | 실책 |
| ---- | ----- | ----- | ---- | ---- | ---- | ---- | ----- | ----- | ---- | ---- | ---- | ---- | ---- | ---- | ---- | ---- | ---- | ---- |
| 2020 | LG    | 0.367 | 22   | 30   | 9    | 11   | 2     | 0     | 0    | 13   | 3    | 5    | 0    | 1    | 0    | 6    | 2    | 2    |
| 2021 | LG    | 0.100 | 8    | 10   | 2    | 1    | 0     | 0     | 0    | 1    | 0    | 0    | 0    | 1    | 1    | 2    | 0    | 2    |
| 2022 | LG    | 0.257 | 36   | 74   | 13   | 19   | 0     | 2     | 3    | 32   | 14   | 0    | 3    | 6    | 0    | 14   | 2    | 5    |
| 2023 | LG    | 0.205 | 27   | 44   | 8    | 9    | 0     | 0     | 1    | 12   | 6    | 2    | 1    | 1    | 0    | 12   | 5    | 5    |
| 2024 | 롯데  | 0.317 | 102  | 398  | 70   | 126  | 26    | 4     | 18   | 214  | 78   | 7    | 4    | 17   | 9    | 65   | 6    | 14   |
| 통산 | 5시즌 | 0.299 | 196  | 556  | 102  | 166  | 28    | 6     | 22   | 272  | 101  | 14   | 8    | 26   | 10   | 99   | 15   | 28   |